# Меодр
Меодр (фр. Méaudre) — коммуна во Франции, находится в регионе Рона — Альпы. Департамент коммуны — Изер. Входит в состав кантона Виллар-де-Лан. Округ коммуны — Гренобль.
Код INSEE коммуны — 38225. Население коммуны на 2007 год составляло 1240 человек. Населённый пункт находится на высоте от 940 до 1 625 метров над уровнем моря. Муниципалитет расположен на расстоянии около 480 км юго-восточнее Парижа, 90 км юго-восточнее Лиона, 17 км юго-западнее Гренобля. Мэр коммуны — Pierre Buisson, мандат действует на протяжении 2008—2014 гг.
Динамика населения (INSEE):

## Города-побратимы
- Локмария, Франция